# Indophantes lehtineni
Indophantes lehtineni là một loài nhện trong họ Linyphiidae.
Loài này thuộc chi Indophantes. Indophantes lehtineni được Michael Ilmari Saaristo & Andrei V. Tanasevitch miêu tả năm 2003.